# Lista laureaților evrei ai Premiului Nobel

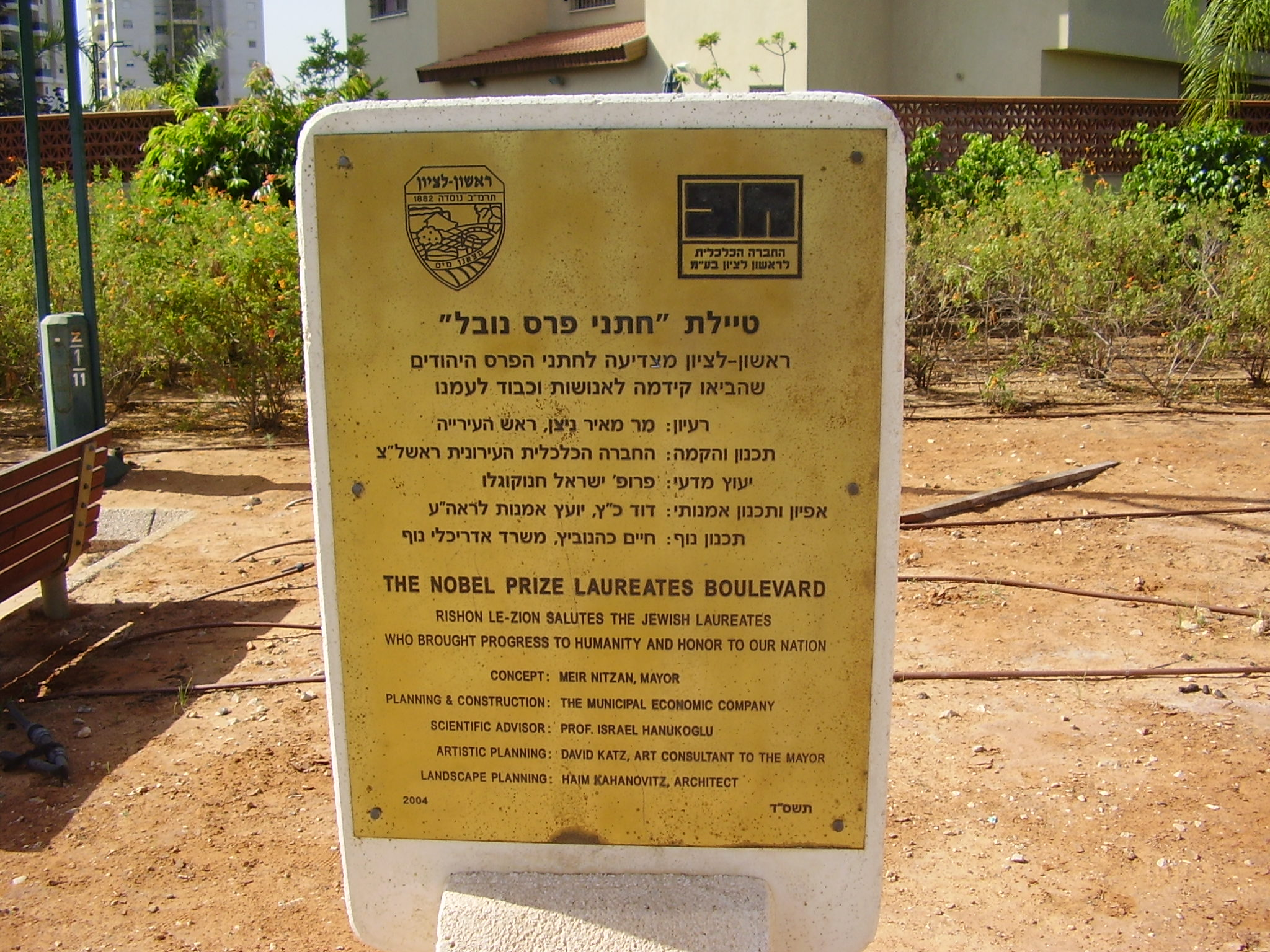
Placă omagială plasată pe Promenada Laureaților Premiului Nobel în orașul israelian Rishon LeZion.

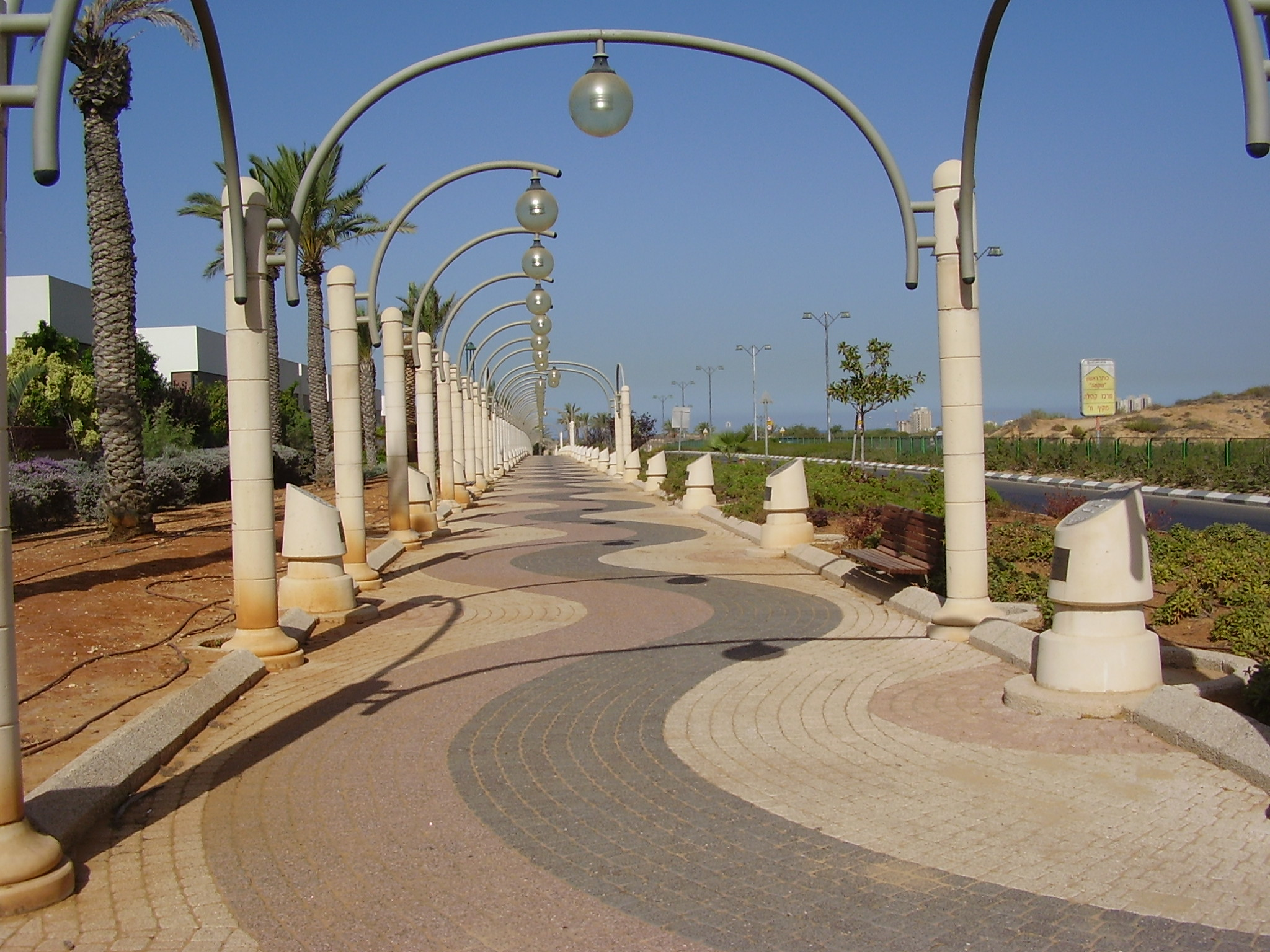
Promenada Laureaților Premiului Nobel în orașul israelian Rishon LeZion (în).

Premiul Nobel este oferit în fiecare an celor care, până în anul precedent, au adus cele mai mari servicii umanității. 
Pentru prima oară, acest premiu menit să marcheze consacrarea internațională a laureaților a fost acordat în anul 1901 pentru merite deosebite în fizică, chimie, psihologie, medicină, literatură și pentru pace. 
Premiul pentru economie a fost decernat cu începere din anul 1969. 
Până în anul 2012 au fost laureați ai Premiului Nobel 855 de persoane, din care aproximativ 173 evrei și alți 20 descendenți din evrei.
Deși formează mai puțin de 0,2% din populația lumii, 26% dintre laureații Premiului Nobel pentru Fizică, 27% dintre laureații pentru fiziologie sau medicină și 37% dintre laureații pentru economie sunt evrei.

## Literatură
| Anul | Laureat | Laureat               | Țara              | Argumentare |
| ---- | ------- | --------------------- | ----------------- | --- |
| 1910 |         | Paul Heyse            | Germania          | "ca tribut pentru măiestria desăvârșită, impregnată cu idealism, pe care acesta l-a demonstrat în timpul carierei sale din postura de poet liric, dramatist, romancier și scriitor al unor povești scurte de renume mondial" |
| 1927 |         | Henri Bergson         | Franța            | "ca recunoștință pentru ideile sale bogate și vitalizante, și îndemânarea strălucită cu care le-a prezentat" |
| 1958 |         | Boris Pasternak       | Uniunea Sovietică | "pentru reușita importantă în poezia lirică contemporană și în domeniul marei tradiții epice rusești" Boris Pasternak, un evreu rus, inițial a acceptat premiul, dar a fost presat - din ordinul lui Stalin - să-l refuze.   |
| 1966 |         | Shmuel Yosef Agnon    | Israel            | "for his profoundly characteristic narrative art with motifs from the life of the Jewish people" |
| 1966 |         | Nelly Sachs           | Germania          | "for her outstanding lyrical and dramatic writing, which interprets Israel's destiny with touching strength" |
| 1976 |         | Saul Bellow           | Statele Unite     | "for the human understanding and subtle analysis of contemporary culture that are combined in his work" |
| 1978 |         | Isaac Bashevis Singer | Statele Unite     | "for his impassioned narrative art which, with roots in a Polish-Jewish cultural tradition, brings universal human conditions to life"                                                                                       |
| 1981 |         | Elias Canetti         | Regatul Unit      | "for writings marked by a broad outlook, a wealth of ideas and artistic power" |
| 1987 |         | Joseph Brodsky        | Statele Unite     | "for an all-embracing authorship, imbued with clarity of thought and poetic intensity" |
| 1991 |         | Nadine Gordimer       | Africa de Sud     | "who through her magnificent epic writing has – in the words of Alfred Nobel – been of very great benefit to humanity" |
| 2002 |         | Imre Kertész          | Ungaria           | "for writing that upholds the fragile experience of the individual against the barbaric arbitrariness of history" |
| 2004 |         | Elfriede Jelinek      | Austria           | "for her musical flow of voices and counter-voices in novels and plays that with extraordinary linguistic zeal reveal the absurdity of society's clichés and their subjugating power"                                        |
| 2005 |         | Harold Pinter         | Marea Britanie    | "who in his plays uncovers the precipice under everyday prattle and forces entry into oppression's closed rooms" |
| 2016 |         | Bob Dylan             | Statele Unite     | „pentru că a creat un nou stil de expresie poetică bazată pe marea tradiție a cântecului american” |

## Chimie
| Year | Laureat               | Laureat               | Țara                                  | Argumentare |
| ---- | --------------------- | --------------------- | ------------------------------------- | --- |
| 1905 |                       | Adolf von Baeyer      | Germania                              | "[pentru] progresul chimiei organice și chimiei industriale prin intermediul lucrărilor sale privind coloranții organici și compușii hidroaromatici "         |
| 1906 |                       | Henri Moissan         | Franța                                | "[pentru] cercetări și izolarea elementului fluor și pentru furnalul electric care îi poartă numele"                                                          |
| 1910 |                       | Otto Wallach          | Germania                              | "[pentru] contribuțiile sale la chimia organică și chimia industrială prin lucările sale de pionerat în domeniul compușilor aliciclici"                       |
| 1915 |                       | Richard Willstätter   | Germania                              | " pentru cercetările sale asupra pigmenților plantelor, în special clorofila"                                                                                 |
| 1918 |                       | Fritz Haber           | Germania                              | "pentru sinteza amoniacului din elemnetele sale" |
| 1943 |                       | George de Hevesy      | Ungaria Suedia                        | "pentru lucrările sale privind utilizarea izotopilor ca elemente trasoare în studiul proceselor chimice"                                                      |
| 1961 | Melvin Calvin         | Melvin Calvin         | Statele Unite                         | "pentru cercetările sale privind asimilarea dioxidului de carbon de către plante"                                                                             |
| 1962 |                       | Max Perutz            | Regatul Unit                          | "pentru studiul structurii proteinelor globulare" |
| 1972 | Christian B. Anfinsen | Christian B. Anfinsen | Statele Unite                         | "pentru lucrările sale privind ribonucleaza, în special cele privitoare la legăturile dintre secvența aminoacizilor și conformația activă biologic"           |
| 1972 |                       | William Howard Stein  | Statele Unite                         | "pentru contribuțiile sale la înțelegerea legăturilor dintre structura chimică și activitatea catalitică a centrului activ al moleculei de ribonuclează"      |
| 1977 |                       | Ilya Prigogine        | Belgia                                | "pentru contribuțiile la termodinamica de neechilibru, în particular la teoria structurilor disipative"                                                       |
| 1979 |                       | Herbert C. Brown      | Statele Unite                         | "pentru dezvoltarea utilizării compușilor conținând bor și, respectiv, fosforfor în importanți reactivi în sinteza organică"                                  |
| 1980 |                       | Paul Berg             | Statele Unite                         | "pentru studiile sale fundamentale privind biochimia acizilor nucleici, cu referire în particular la ADNul recombinant"                                       |
| 1980 | Walter Gilbert        | Walter Gilbert        | Statele Unite                         | "pentru contribuția sa la determinarea secvenței bazelor (azotate) în acizii nucleici"                                                                        |
| 1981 |                       | Roald Hoffmann        | Statele Unite                         | "pentru teoriile sale, dezvoltate independent, privind desfășurarea reacțiilor chimice"                                                                       |
| 1982 |                       | Aaron Klug            | Regatul Unit                          | "pentru dezvoltarea microscopiei electronice cristalografice și elucidarea structurii structurii complexelor acizi nucleici-proteine cu importanță biologică" |
| 1985 | Jerome Karle          | Jerome Karle          | Statele Unite                         | "pentru contribuții remarcabile în dezvoltarea metodelor directe de determinare a structurii cristaline"                                                      |
| 1985 | Herbert Hauptman      | Herbert A. Hauptman   | Statele Unite                         | "pentru contribuții remarcabile în dezvoltarea metodelor directe de determinare a structurii cristaline"                                                      |
| 1989 |                       | Sidney Altman         | Canada Statele Unite                  | "pentru descoperirea proprietăților catalitice ale ARNului"                                                                                                   |
| 1992 |                       | Rudolph A. Marcus     | Statele Unite                         | "pentru contribuțiile sale la teoria reacțiilor prin transfer de electroni în sistemele chimice"                                                              |
| 1994 | George Andrew Olah    | George Andrew Olah    | Statele Unite Ungaria                 | "pentru contribuția sa la chimia carbocationilor" |
| 1996 |                       | Harry Kroto           | Marea Britanie                        | "pentru descoperirea fulerenelor" |
| 1998 | Walter Kohn           | Walter Kohn           | Statele Unite                         | "pentru dezvoltarea teoriei funcționalei de densitate" |
| 2000 |                       | Alan J. Heeger        | Statele Unite                         | "pentru descoperirea și dezvoltarea polimerilor conductivis"                                                                                                  |
| 2001 |                       | K. Barry Sharpless    | Statele Unite                         | "pentru lucrările sale asupra reacțiilor stereoselective" |
| 2004 |                       | Aaron Ciechanover     | Israel                                | "pentru descoperirea degradării proteinelor mediată de ubiquitină"                                                                                            |
| 2004 |                       | Avram Hershko         | Israel                                | "pentru descoperirea degradării proteinelor mediată de ubiquitină"                                                                                            |
| 2004 |                       | Irwin Rose            | Statele Unite                         | "pentru descoperirea degradării proteinelor mediată de ubiquitină"                                                                                            |
| 2006 |                       | Roger D. Kornberg     | Statele Unite                         | "pentru studiile sale asupra bazei moleculare a transcrierii la eucariote"                                                                                    |
| 2008 |                       | Martin Chalfie        | Statele Unite                         | "pentru descoperirea și dezvoltarea proteinei verzi flurescente, GFP".                                                                                        |
| 2009 |                       | Ada Yonath            | Israel                                | "pentru studiul structurii și funcției ribozomului" |
| 2011 |                       | Dan Shechtman         | Israel                                | "pentru descoperirea cvasicristalelor" |
| 2012 |                       | Robert Lefkowitz      | Statele Unite                         | "pentru studiul receptorilor cuplați cu proteine G" |
| 2013 |                       | Arieh Warshel         | Statele Unite Israel                  | "pentru dezvoltarea modelelor multiscalare ale sistemelor chimice complexe"                                                                                   |
| 2013 |                       | Michael Levitt        | Statele Unite, Marea Britanie, Israel | "pentru dezvoltarea modelelor multiscalare ale sistemelor chimice complexe"                                                                                   |
| 2013 |                       | Martin Karplus        | Statele Unite, Austria                | "pentru dezvoltarea modelelor multiscalare ale sistemelor chimice complexe"                                                                                   |

## Fiziologie sau Medicină
| Year | Laureat                | Laureat                   | Țara             | Argumentare |
| ---- | ---------------------- | ------------------------- | ---------------- | --- |
| 1908 |                        | Ilia Mecinikov            | Rusia            | "ca recunoaștere a lucrărilor lor privind imunitatea" |
| 1908 |                        | Paul Ehrlich              | Germania         | "ca recunoaștere a lucrărilor lor privind imunitatea" |
| 1914 |                        | Robert Bárány             | Austro-Ungaria   | "pentru lucrările sale privind fiziologia și patologia aparatului vestibular"                                                                                   |
| 1922 |                        | Otto Fritz Meyerhof       | Germania         | "pentru descoperirea relațiilor fixe între consumul de oxigen și metabolismul acudului lactic în mușchi"                                                        |
| 1930 |                        | Karl Landsteiner          | Austria          | "pentru descoperirea grupelor sanguine umane" |
| 1931 |                        | Otto Heinrich Warburg     | Germania         | "pentru descoperirea naturii și modului de acțiune a enzimelor respiratorii"                                                                                    |
| 1936 |                        | Otto Loewi                | Austria          | "pentru descoperirile sale în relație cu transmiterea chimică a impulsului nervos"                                                                              |
| 1944 |                        | Joseph Erlanger           | Statele Unite    | "pentru descoperirile sale legate de înalta diferențiere a fibrelor nervoase"                                                                                   |
| 1944 | Herbert Spencer Gasser |                           | Statele Unite    | "pentru descoperirile sale legate de înalta diferențiere a fibrelor nervoase"                                                                                   |
| 1945 |                        | Ernst Boris Chain         | Regatul Unit     | "pentru descoperirea penicilinei și a efectului ei curativ în diferite boli infecțioase"                                                                        |
| 1946 |                        | Hermann Joseph Muller     | Statele Unite    | "pentru descoperirea producerii de mutații prin intermediul iradierii cu raze X"                                                                                |
| 1947 |                        | Gerty Cori                | Statele Unite    | "pentru descoperirea cursului conversiei catalitice a glicogenului"                                                                                             |
| 1950 |                        | Tadeusz Reichstein        | Elveția/ Polonia | "pentru descoperirile sale privind hormonii corticalei suprarenale, a structurii și efectului lor biologic"                                                     |
| 1952 |                        | Selman Waksman            | Statele Unite    | "pentru descoperirea streptomicinei, primul antibiotic cu efect împotriva tuberculozei"                                                                         |
| 1953 |                        | Hans Adolf Krebs          | Regatul Unit     | "pentru descoperirea ciclului acidului citric" |
| 1953 |                        | Fritz Albert Lipmann      | Statele Unite    | "for his discovery of co-enzyme A and its importance for intermediary metabolism"                                                                               |
| 1958 |                        | Joshua Lederberg          | Statele Unite    | "pentru descoperirile sale privind recombinarea genetică și organizarea materialului genetic la bacterii"                                                       |
| 1959 |                        | Arthur Kornberg           | Statele Unite    | "pentru descoperirea mecanismelor în sinteza biologică a acizilor ribonucleic și deoxiribonucleic"                                                              |
| 1964 |                        | Konrad Emil Bloch         | Statele Unite    | "pentru descoperirile sale privind mecanismul și regularea metabolismului colesterolului și acizilor grași"                                                     |
| 1965 |                        | François Jacob            | Franța           | "pentru descoperirile lor privind controlul genetic al enzimelor și sintezei virale"                                                                            |
| 1965 | André Michel Lwoff     |                           | Franța           | "pentru descoperirile lor privind controlul genetic al enzimelor și sintezei virale"                                                                            |
| 1967 |                        | George Wald               | Statele Unite    | "pentru descoperirile lor privind procesele vizuale fiziologice primare și chimice în ochi"                                                                     |
| 1968 |                        | Marshall Warren Nirenberg | Statele Unite    | "pentru interpretarea codului gebnetic și a funcției sale în sinteza proteinelor"                                                                               |
| 1969 |                        | Salvador Luria            | Statele Unite    | "pentru descoperirile lor privind mecanismul de replicare și structura genetică a virusurilor"                                                                  |
| 1970 |                        | Julius Axelrod            | Statele Unite    | "pentru descoperirile lor privind mesagerii umorali la nivelul terminațiilor nervoase și mecanismul lor de stocare, eliberare și inactivare"                    |
| 1970 |                        | Bernard Katz              | Regatul Unit     | "pentru descoperirile lor privind mesagerii umorali la nivelul terminațiilor nervoase și mecanismul lor de stocare, eliberare și inactivare"                    |
| 1972 |                        | Gerald Edelman            | Statele Unite    | "pentru descoperirile lor privind structura chimică a anticorpilor"                                                                                             |
| 1975 |                        | David Baltimore           | Statele Unite    | "pentru descoperirile lor privind interacțiunea dintre virusurile tumorale și materialul genetic al celulei"                                                    |
| 1975 |                        | Howard Martin Temin       | Statele Unite    | "pentru descoperirile lor privind interacțiunea dintre virusurile tumorale și materialul genetic al celulei"                                                    |
| 1976 |                        | Baruch Samuel Blumberg    | Statele Unite    | "pentru descoperirile lor privind noi mecanisme de origine și diseminare a bolilor infecțioase"                                                                 |
| 1977 |                        | Andrew Schally            | Statele Unite    | "pentru descoperirile lor privind hormonii peptidici produși de creier"                                                                                         |
| 1977 |                        | Rosalyn Sussman Yalow     | Statele Unite    | "pentru dezvolatrea radioimunoanalizei hormonilor peptidici" |
| 1978 |                        | Daniel Nathans            | Statele Unite    | "pentru descoperirea enzimelor de restricție și aplicarea lor la problemele geneticii moleculare"                                                               |
| 1980 |                        | Baruj Benacerraf          | Statele Unite    | "pentru descoperirile lor privind structurile determinate genetic de la suprafața celulelor care regulează reacțiile imunologice"                               |
| 1984 |                        | César Milstein            | Argentina        | "pentru teoriile legate de specificitatea dezvoltarea și controlul sistemului imunitar și descoperirea principiului pentru producerea anticorpilor monoclonali" |
| 1985 |                        | Michael Stuart Brown      | Statele Unite    | "pentru descoperirile lor referitoare la reglarea colesterolului în cadrul metabolismului"                                                                      |
| 1985 |                        | Joseph L. Goldstein       | Statele Unite    | "pentru descoperirile lor referitoare la reglarea colesterolului în cadrul metabolismului"                                                                      |
| 1986 |                        | Stanley Cohen             | Statele Unite    | "pentru descoperirile din domeniul factorilor de creștere" |
| 1986 |                        | Rita Levi-Montalcini      | Italia           | "pentru descoperirile din domeniul factorilor de creștere" |
| 1988 |                        | Gertrude B. Elion         | Statele Unite    | "pentru descoperirile sale asupra principiilor importante referitoare la tratamentul medical"                                                                   |
| 1989 |                        | Harold E. Varmus          | Statele Unite    | "pentru descoperirile referitoare la originea celulară a oncogenei retrovirale"                                                                                 |
| 1994 |                        | Alfred G. Gilman          | Statele Unite    | "pentru descoperirea proteinelor-G și a rolului acestor proteine în transducția de semnal a celulelor"                                                          |
| 1994 | Martin Rodbell         |                           | Statele Unite    | "pentru descoperirea proteinelor-G și a rolului acestor proteine în transducția de semnal a celulelor"                                                          |
| 1997 |                        | Stanley B. Prusiner       | Statele Unite    | "pentru descoperirea prionului - un nou principiu biologic al infecției"                                                                                        |
| 1998 |                        | Robert F. Furchgott       | Statele Unite    | "pentru descoperirile referitoare la oxidul azotic ca moleculă semnalizatoare în cadrul sistemului cardiovascular"                                              |
| 2000 |                        | Paul Greengard            | Statele Unite    | "pentru descoperirile referitoare la transducția de semnal în sistemul nervos"                                                                                  |
| 2000 |                        | Eric Kandel               | Statele Unite    | "pentru descoperirile referitoare la transducția de semnal în sistemul nervos"                                                                                  |
| 2002 |                        | Sydney Brenner            | Regatul Unit     | "pentru descoperirile referitoare la 'reglarea genetică a dezvoltării organelor și moartea programată a celulelor'"                                             |
| 2002 |                        | H. Robert Horvitz         | Statele Unite    | "pentru descoperirile referitoare la 'reglarea genetică a dezvoltării organelor și moartea programată a celulelor'"                                             |
| 2004 |                        | Richard Axel              | Statele Unite    | "pentru descoperirea receptorilor odoranți și organizării sistemului olfactiv"                                                                                  |
| 2006 |                        | Andrew Fire               | Statele Unite    | "for his discovery of RNA interference – gene silencing by double-stranded RNA"                                                                                 |
| 2011 |                        | Ralph M. Steinman         | Canada           | for "pentru descoperirea celulei dendritice și a rolului său în imunitatea adaptivă"                                                                            |
| 2011 |                        | Bruce Beutler             | Statele Unite    | "pentru descoperirile referitoare la activarea imunității înnăscute"                                                                                            |
| 2013 |                        | James E. Rothman          | Statele Unite    | for "descoperirile referitoare la modul de reglementare a traficului vezicular, un transport major în cadrul celulelor noastre"                                 |
| 2013 |                        | Randy Schekman            | Statele Unite    | for "descoperirile referitoare la modul de reglementare a traficului vezicular, un transport major în cadrul celulelor noastre"                                 |

## Fizică
| An   | Laureat | Laureat                  | Țara                | Argumentare |
| ---- | ------- | ------------------------ | ------------------- | --- |
| 1907 |         | Albert Abraham Michelson | Statele Unite       | "pentru instrumentele sale optice de precizie și pentru investigațiile spectroscopice și metrologice realizate cu ajutorul lor" |
| 1908 |         | Gabriel Lippmann         | Franța              | "for his method of reproducing colours photographically based on the phenomenon of interference" |
| 1921 |         | Albert Einstein          | Germania            | "for his services to Theoretical Fizică, and especially for his discovery of the law of the photoelectric effect" |
| 1922 |         | Niels Bohr               | Danemarca           | "for his services in the investigation of the structure of atoms and of the radiation emanating from them" |
| 1925 |         | James Franck             | Germania            | "for their discovery of the laws governing the impact of an electron upon an atom" |
| 1925 |         | Gustav Hertz             | Germania            | "for their discovery of the laws governing the impact of an electron upon an atom" |
| 1943 |         | Otto Stern               | Statele Unite       | "for his contribution to the development of the molecular ray method and his discovery of the magnetic moment of the proton" |
| 1944 |         | Isidor Isaac Rabi        | Statele Unite       | "for his resonance method for recording the magnetic properties of atomic nuclei" |
| 1945 |         | Wolfgang Pauli           | Austria             | "for the discovery of the Exclusion Principle, also called the Pauli principle" |
| 1952 |         | Felix Bloch              | Statele Unite       | "for their development of new methods for nuclear magnetic precision measurements and discoveries in connection therewith" |
| 1954 |         | Max Born                 | Regatul Unit        | "for his fundamental research in quantum mechanics, especially for his statistical interpretation of the wavefunction" |
| 1958 |         | Ilya Frank               | Uniunea Sovietică   | "for the discovery and the interpretation of the Cherenkov effect" |
| 1958 |         | Igor Tamm                | Uniunea Sovietică   | "for the discovery and the interpretation of the Cherenkov effect" |
| 1959 |         | Emilio Gino Segrè        | Italia              | "for their discovery of the antiproton" |
| 1960 |         | Donald A. Glaser         | Statele Unite       | "for the invention of the bubble chamber" |
| 1961 |         | Robert Hofstadter        | Statele Unite       | "for his pioneering studies of electron scattering in atomic nuclei and for his thereby achieved discoveries concerning the structure of the nucleons" |
| 1962 |         | Lev Landau               | Uniunea Sovietică   | "for his pioneering theories for condensed matter, especially liquid helium" |
| 1963 |         | Eugene Wigner            | Statele Unite       | "for his contributions to the theory of the atomic nucleus and the elementary particles, particularly through the discovery and application of fundamental symmetry principles" |
| 1965 |         | Richard Feynman          | Statele Unite       | "for their fundamental work in quantum electrodynamics, with deep-ploughing consequences for the Fizică of elementary particles" |
| 1965 |         | Julian Schwinger         | Statele Unite       | "for their fundamental work in quantum electrodynamics, with deep-ploughing consequences for the Fizică of elementary particles" |
| 1967 |         | Hans Bethe               | Statele Unite       | "for his contributions to the theory of nuclear reactions, especially his discoveries concerning the energy production in stars" |
| 1969 |         | Murray Gell-Mann         | Statele Unite       | "for his contributions and discoveries concerning the classification of elementary particles and their interactions" |
| 1971 |         | Dennis Gabor             | Regatul Unit        | "for his invention and development of the holographic method" |
| 1972 |         | Leon Cooper              | Statele Unite       | "for his jointly developed theory of superconductivity, usually called the BCS-theory" |
| 1973 |         | Brian David Josephson    | Regatul Unit        | "for his theoretical predictions of the properties of a supercurrent through a tunnel barrier, in particular those phenomena which are generally known as the Josephson effect" |
| 1975 |         | Ben Roy Mottelson        | Danemarca           | "for the discovery of the connection between collective motion and particle motion in atomic nuclei and the development of the theory of the structure of the atomic nucleus based on this connection"                                                                                            |
| 1976 |         | Burton Richter           | Statele Unite       | "for his pioneering work in the discovery of a heavy elementary particle of a new kind" |
| 1978 |         | Arno Allan Penzias       | Statele Unite       | "for his discovery of cosmic microwave background radiation" |
| 1979 |         | Sheldon Lee Glashow      | Statele Unite       | "for their contributions to the theory of the unified weak and electromagnetic interaction between elementary particles, including, inter alia, the prediction of the weak neutral current" |
| 1979 |         | Steven Weinberg          | Statele Unite       | "for their contributions to the theory of the unified weak and electromagnetic interaction between elementary particles, including, inter alia, the prediction of the weak neutral current" |
| 1987 |         | Karl Alexander Müller    | Switzerland         | "for their important breakthrough in the discovery of superconductivity in ceramic materials" |
| 1988 |         | Leon M. Lederman         | Statele Unite       | "for the neutrino beam method and the demonstration of the doublet structure of the leptons through the discovery of the muon neutrino" |
| 1988 |         | Melvin Schwartz          | Statele Unite       | "for the neutrino beam method and the demonstration of the doublet structure of the leptons through the discovery of the muon neutrino" |
| 1988 |         | Jack Steinberger         | Statele Unite       | "for the neutrino beam method and the demonstration of the doublet structure of the leptons through the discovery of the muon neutrino" |
| 1990 |         | Jerome Isaac Friedman    | Statele Unite       | "for his pioneering investigations concerning deep inelastic scattering of electrons on protons and bound neutrons, which have been of essential importance for the development of the quark model in particle Fizică"stopper sphere1991ديفدعبدالمحسنstopperstones علاج طبيعى1239                 |
| 1992 |         | Georges Charpak          | Franța              | "for his invention and development of particle detectors, in particular the multiwire proportional chamber" |
| 1995 |         | Martin Lewis Perl        | Statele Unite       | "for the discovery of the tau lepton" and "for pioneering experimental contributions to lepton Fizică" |
| 1995 |         | Frederick Reines         | Statele Unite       | "for the detection of the neutrino" and "for pioneering experimental contributions to lepton Fizică" |
| 1996 |         | David Morris Lee         | Statele Unite       | "for their discovery of superfluidity in helium-3" |
| 1996 |         | Douglas D. Osheroff      | Statele Unite       | "for their discovery of superfluidity in helium-3" |
| 1997 |         | Claude Cohen-Tannoudji   | Franța              | "for development of methods to cool and trap atoms with laser light" |
| 2000 |         | Jaurès Alfiorov          | Rusia               | "for developing semiconductor heterostructures used in high-speed- and optoelectronics" |
| 2003 |         | Alexei Abrikosov         | Rusia Statele Unite | "for pioneering contributions to the theory of superconductors and superfluids" |
| 2003 |         | Vitali Ginzburg          | Rusia               | "for pioneering contributions to the theory of superconductors and superfluids" |
| 2004 |         | David Gross              | Statele Unite       | "for the discovery of asymptotic freedom in the theory of the strong interaction" |
| 2004 |         | H. David Politzer        | Statele Unite       | "for the discovery of asymptotic freedom in the theory of the strong interaction" |
| 2005 |         | Roy J. Glauber           | Statele Unite       | "for his contribution to the quantum theory of optical coherence" |
| 2011 |         | Adam Riess               | Statele Unite       | "for providing evidence that the expansion of the universe is accelerating" |
| 2011 |         | Saul Perlmutter          | Statele Unite       | "for providing evidence that the expansion of the universe is accelerating" |
| 2012 |         | Serge Haroche            | Franța              | "for ground-breaking experimental methods that enable measuring and manipulation of individual quantum systems" |
| 2013 |         | François Englert         | Belgia              | "for the theoretical discovery of a mechanism that contributes to our understanding of the origin of mass of subatomic particles, and which recently was confirmed through the discovery of the predicted fundamental particle, by the ATLAS and CMS experiments at CERN's Large Hadron Collider" |

## Pace
| Year | Laureat | Laureat                    | Țara          | Argumentare |
| ---- | ------- | -------------------------- | ------------- | --- |
| 1911 |         | Tobias Michael Carel Asser | Olanda        | "Initiator of the Conferences on International Private Law at the Hague; Cabinet Minister; Lawyer"                                                                           |
| 1911 |         | Alfred Hermann Fried       | Austria       | "Journalist; Founder of Die Friedenswarte" |
| 1968 |         | René Cassin                | Franța        | "President of the European Court for Human Rights" |
| 1973 |         | Henry A. Kissinger         | Statele Unite | "For the 1973 Paris agreement intended to bring about a cease-fire in the Vietnam War and a withdrawal of the American forces"                                               |
| 1978 |         | Menachem Begin             | Israel        | "for the Camp David Agreement, which brought about a negotiated Pace between Egypt and Israel"                                                                               |
| 1986 |         | Elie Wiesel                | Statele Unite | "Chairman of "The President's Commission on the Holocaust"" |
| 1994 |         | Yitzhak Rabin              | Israel        | "to honour a political act which called for great courage on both sides, and which has opened up opportunities for a new development towards fraternity in the Middle East." |
| 1994 |         | Shimon Peres               | Israel        | "to honour a political act which called for great courage on both sides, and which has opened up opportunities for a new development towards fraternity in the Middle East." |
| 1995 |         | Joseph Rotblat             | Regatul Unit  | "for his efforts to diminish the part played by nuclear arms in international politics and, in the longer run, to eliminate such arms"                                       |

## Economie
| Year | Laureat | Laureat            | Țara                 | Argumentare |
| ---- | ------- | ------------------ | -------------------- | --- |
| 1970 |         | Paul Samuelson     | Statele Unite        | "for the scientific work through which he has developed static and dynamic economic theory and actively contributed to raising the level of analysis in economic science"   |
| 1971 |         | Simon Kuznets      | Statele Unite        | "for his empirically founded interpretation of economic growth which has led to new and deepened insight into the economic and social structure and process of development" |
| 1972 |         | Kenneth Arrow      | Statele Unite        | "for his pioneering contributions to general economic equilibrium theory and welfare theory"                                                                                |
| 1973 |         | Wassily Leontief   | Statele Unite        | "for the development of the input-output method and for its application to important economic problems"                                                                     |
| 1975 |         | Leonid Kantorovici | Uniunea Sovietică    | "for his contributions to the theory of optimum allocation of resources" |
| 1976 |         | Milton Friedman    | Statele Unite        | "for his achievements in the fields of consumption analysis, monetary history and theory and for his demonstration of the complexity of stabilization policy"               |
| 1978 |         | Herbert A. Simon   | Statele Unite        | "for his pioneering research into the decision-making process within economic organizations"                                                                                |
| 1980 |         | Lawrence Klein     | Statele Unite        | "for the creation of econometric models and the application to the analysis of economic fluctuations and economic policies"                                                 |
| 1985 |         | Franco Modigliani  | Statele Unite        | "for his pioneering analyses of saving and of financial markets" |
| 1987 |         | Robert Solow       | Statele Unite        | "for his contributions to the theory of economic growth"" |
| 1990 |         | Harry Markowitz    | Statele Unite        | "for their pioneering work in the theory of financial Economie"" |
| 1990 |         | Merton Miller      | Statele Unite        | "for their pioneering work in the theory of financial Economie"" |
| 1992 |         | Gary Becker        | Statele Unite        | "for having extended the domain of microeconomic analysis to a wide range of human behaviour and interaction, including nonmarket behaviour""                               |
| 1993 |         | Robert Fogel       | Statele Unite        | "for having renewed research in economic history by applying economic theory and quantitative methods in order to explain economic and institutional change"                |
| 1994 |         | John Harsanyi      | Statele Unite        | "for their pioneering analysis of equilibria in the theory of non-cooperative games"                                                                                        |
| 1997 |         | Myron Scholes      | Canada               | "for a new method to determine the value of derivatives" |
| 2001 |         | Joseph Stiglitz    | Statele Unite        | "for their analyses of markets with asymmetric information" |
| 2001 |         | George Akerlof     | Statele Unite        | "for their analyses of markets with asymmetric information" |
| 2002 |         | Daniel Kahneman    | Israel Statele Unite | "for having integrated insights from psychological research into economic science, especially concerning human judgment and decision-making under uncertainty"              |
| 2005 |         | Robert Aumann      | Israel Statele Unite | "for having enhanced our understanding of conflict and cooperation through game-theory analysis"                                                                            |
| 2007 |         | Leonid Hurwicz     | Statele Unite        | "For having laid the foundations of mechanism design theory" |
| 2007 |         | Eric Maskin        | Statele Unite        | "For having laid the foundations of mechanism design theory" |
| 2007 |         | Roger Myerson      | Statele Unite        | "For having laid the foundations of mechanism design theory" |
| 2008 |         | Paul Krugman       | Statele Unite        | "for his analysis of trade patterns and location of economic activity" |
| 2010 |         | Peter Diamond      | Statele Unite        | "for his analysis of markets with search frictions" |
| 2012 |         | Alvin E. Roth      | Statele Unite        | "for the theory of stable allocations and the practice of market design" |
| 2016 |         | Oliver Hart        | Statele Unite        | „contribuții la teoria contractelor” |

## Forțat să refuze premiul
Boris Pasternak, un evreu rus, inițial a acceptat premiul pentru literatură în 1958, dar a fost presat - din ordinul lui Stalin - să-l refuze.